# Список наград и номинаций фильма «Часы»
«Часы́» (англ. The Hours) — американская психологическая драма 2002 года, являющаяся экранизацией одноимённого романа Майкла Каннингема. Фильм был снят кинокомпаниями Miramax Films и Scott Rudin Productions, и распространён компаниями Paramount Pictures (Северная Америка) и Buena Vista International (за рубежом). Режиссёром выступил Стивен Долдри, а сценаристом Дэвид Хэйр. В фильме приняли участие актёры Николь Кидман, Стивен Диллэйн, Миранда Ричардсон, Линдси Маршал, Линда Бассетт, Джулианна Мур, Джон К. Рейли, Джек Ровелло, Тони Коллетт и Марго Мартиндейл. По сюжету, повествование ограничено днём трёх женщин, с момента их пробуждения и до вечера. Истории их жизней разделены практически столетием, но они оказываются взаимосвязаны книгой Вирджинии Вулф «Миссис Дэллоуэй».
Премьера фильма «Часы» состоялась 25 декабря 2002 года в Нью-Йорке. 27 декабря фильм был выпущен в ограниченный кинопрокат, а 14 января 2003 года он был выпущен в широкий кинопрокат в Северной Америке. Бюджет фильма составил 25 млн долларов США, при этом фильм собрал $ 108,8 млн по всему миру. На сайте-агрегаторе рецензий Rotten Tomatoes фильм получил рейтинг одобрения 79 % на основе 195 отзывов со средней оценкой 7,5/10. Сайт-агрегатор Metacritic присвоил фильму 80 баллов из 100, на основе 40 отзывов, что соответствует статусу «в целом положительные отзывы». Согласно CinemaScore, зрители дали фильму оценку «B+» по шкале от «A+» до «F».
Фильм «Часы» получил множество наград и номинаций в различных категориях. На 75-й церемонии вручения премии «Оскар», фильм получил девять номинаций и победил в категории «Лучшая женская роль». На 7-й церемонии вручения премии «Спутник», фильм получил пять номинаций, однако не победил ни в одной из них. На 60-й церемонии вручения премии «Золотой глобус», фильм получил семь номинаций и победил в номинациях «Лучший фильм — драма» и «Лучшая женская роль — драма». Фильм получил премию Гильдии сценаристов США в категории «Лучший адаптированный сценарий» и премию Американского общества специалистов по кастингу в категории «Выдающиеся достижения в области кастинга — крупнобюджетный фильм (драма)», а также был номинирован на награды «Бодиль» и «Сезар» и победил на кинофестивале «Аутфест». На 56-й церемонии вручения премии Британской Академии в области кино фильм получил одиннадцать номинаций, победив в категориях «Лучшая женская роль» и «Лучшая музыка к фильму». Кроме того, Американский институт киноискусства включил данный фильм в десятку лучших фильмов 2002 года, а Национальный совет кинокритиков США присудил фильму категорию «Лучший фильм».

## Награды и номинации
| Награда                                                | Дата церемонии    | Категория                                                                  | Получатель(-и)                              | Результат | Прим.         |
| ------------------------------------------------------ | ----------------- | -------------------------------------------------------------------------- | ------------------------------------------- | --------- | ------------- |
| Награды национального совета кинокритиков США          | 4 декабря 2002    | «Лучший фильм»                                                             | «Часы»                                      | Победа    | [ 7 ]         |
| Награды Общества кинокритиков Бостона                  | 15 декабря 2002   | «Лучшая женская роль второго плана»                                        | Тони Коллетт                                | Победа    | [ 8 ]         |
| Награды Общества кинокритиков Бостона                  | 15 декабря 2002   | «Лучшая мужская роль второго плана»                                        | Джон Кристофер Райли                        | Номинация | [ 8 ]         |
| Награды Ассоциации кинокритиков Лос-Анджелеса          | 15 декабря 2002   | «Лучшая женская роль»                                                      | Джулианна Мур                               | Победа    | [ 9 ] [ 10 ]  |
| Награды Ассоциации кинокритиков Лос-Анджелеса          | 15 декабря 2002   | «Лучшая музыка»                                                            | Филип Гласс                                 | Номинация | [ 9 ] [ 10 ]  |
| Премия Американского института киноискусства           | 16 декабря 2002   | «Десять лучших фильмов года»                                               | «Часы»                                      | Победа    | [ 11 ]        |
| Награды Ассоциации кинокритиков Торонто                | 18 февраля 2002   | «Лучший адаптированный сценарий»                                           | Дэвид Хэйр                                  | Номинация | [ 12 ]        |
| Награды Ассоциации кинокритиков Далласа и Форт-Уэрта   | 6 января 2003     | «Лучшая женская роль»                                                      | Николь Кидман                               | Номинация | [ 13 ]        |
| Награды Ассоциации кинокритиков Далласа и Форт-Уэрта   | 6 января 2003     | «Лучшая мужская роль второго плана»                                        | Эд Харрис                                   | Номинация | [ 13 ]        |
| Премия Ассоциации кинокритиков Чикаго                  | 8 января 2003     | «Лучшая женская роль»                                                      | Николь Кидман                               | Номинация | [ 14 ]        |
| Премия Ассоциации кинокритиков Чикаго                  | 8 января 2003     | «Лучшая женская роль второго плана»                                        | Джулианна Мур                               | Номинация | [ 14 ]        |
| Премия Ассоциации кинокритиков Чикаго                  | 8 января 2003     | «Лучший оригинальный саундтрек к фильму»                                   | Филип Гласс                                 | Номинация | [ 14 ]        |
| «Спутник»                                              | 12 января 2003    | «Лучший фильм»                                                             | «Часы»                                      | Номинация | [ 15 ]        |
| «Спутник»                                              | 12 января 2003    | «Лучшая режиссёрская работа»                                               | Стивен Долдри                               | Номинация | [ 15 ]        |
| «Спутник»                                              | 12 января 2003    | «Лучшая женская роль — кинофильм»                                          | Николь Кидман                               | Номинация | [ 15 ]        |
| «Спутник»                                              | 12 января 2003    | «Лучшая женская роль — кинофильм»                                          | Мерил Стрип                                 | Номинация | [ 15 ]        |
| «Спутник»                                              | 12 января 2003    | «Лучшая женская роль второго плана — кинофильм»                            | Джулианна Мур                               | Номинация | [ 15 ]        |
| Награды Ассоциации кинокритиков телерадиовещания       | 17 января 2003    | «Лучший фильм»                                                             | «Часы»                                      | Номинация | [ 16 ]        |
| Награды Ассоциации кинокритиков телерадиовещания       | 17 января 2003    | «Лучший актёрский ансамбль»                                                | «Часы»                                      | Номинация | [ 16 ]        |
| Награды Ассоциации кинокритиков телерадиовещания       | 17 января 2003    | «Лучшая женская роль»                                                      | Николь Кидман                               | Номинация | [ 16 ]        |
| Награды Ассоциации кинокритиков телерадиовещания       | 17 января 2003    | Best Score                                                                 | Филип Гласс                                 | Номинация | [ 16 ]        |
| «Золотой глобус»                                       | 19 января 2003    | «Лучший фильм — драма»                                                     | «Часы»                                      | Победа    | [ 17 ] [ 18 ] |
| «Золотой глобус»                                       | 19 января 2003    | «Лучшая режиссёрская работу»                                               | Стивен Долдри                               | Номинация | [ 17 ] [ 18 ] |
| «Золотой глобус»                                       | 19 января 2003    | «Лучший сценарий»                                                          | Дэвид Хэйр                                  | Номинация | [ 17 ] [ 18 ] |
| «Золотой глобус»                                       | 19 января 2003    | «Лучшая женская роль — драма»                                              | Николь Кидман                               | Победа    | [ 17 ] [ 18 ] |
| «Золотой глобус»                                       | 19 января 2003    | «Лучшая женская роль — драма»                                              | Мерил Стрип                                 | Номинация | [ 17 ] [ 18 ] |
| «Золотой глобус»                                       | 19 января 2003    | Лучший актёр второго плана в кинофильме                                    | Эд Харрис                                   | Номинация | [ 17 ] [ 18 ] |
| «Золотой глобус»                                       | 19 января 2003    | Лучшая музыка к фильму                                                     | Филип Гласс                                 | Номинация | [ 17 ] [ 18 ] |
| Награды кинокритиков Ванкувера                         | 30 января 2003    | «Лучший фильм»                                                             | «Часы»                                      | Победа    | [ 19 ] [ 20 ] |
| Награды кинокритиков Ванкувера                         | 30 января 2003    | «Лучшая режиссура»                                                         | Стивен Долдри                               | Победа    | [ 19 ] [ 20 ] |
| Награды кинокритиков Ванкувера                         | 30 января 2003    | «Лучшая женская роль»                                                      | Николь Кидман                               | Номинация | [ 19 ] [ 20 ] |
| Награды кинокритиков Ванкувера                         | 30 января 2003    | «Лучшая женская роль»                                                      | Мерил Стрип                                 | Номинация | [ 19 ] [ 20 ] |
| Награды кинокритиков Ванкувера                         | 30 января 2003    | «Лучшая женская роль второго плана»                                        | Тони Коллетт                                | Победа    | [ 19 ] [ 20 ] |
| Берлинский кинофестиваль                               | 6-16 февраля 2003 | Премия «Золотой медведь» в категории «Лучший фильм»                        | «Часы»                                      | Номинация | [ 21 ]        |
| Берлинский кинофестиваль                               | 6-16 февраля 2003 | Премия «Серебряный медведь» в категории «Лучшая женская роль»              | Николь Кидман, Джулианна Мур, Мерил Стрип   | Победа    | [ 21 ]        |
| Премия Гильдии художников-постановщиков                | 22 февраля 2003   | «Выдающиеся достижения в области дизайна современного фильма»              | «Часы»                                      | Номинация | [ 22 ]        |
| Награды Американской ассоциации монтажёров             | 23 февраля 2003   | «Лучший монтаж полнометражного драматического фильма»                      | Питер Бойл                                  | Номинация | [ 23 ]        |
| Премия Британской Академии в области кино              | 23 февраля 2003   | «Лучший фильм»                                                             | «Часы»                                      | Номинация | [ 24 ]        |
| Премия Британской Академии в области кино              | 23 февраля 2003   | «Выдающийся британский фильм года»                                         | «Часы»                                      | Номинация | [ 24 ]        |
| Премия Британской Академии в области кино              | 23 февраля 2003   | «Лучшая режиссура»                                                         | Стивен Долдри                               | Номинация | [ 24 ]        |
| Премия Британской Академии в области кино              | 23 февраля 2003   | «Лучший адаптированный сценарий»                                           | Дэвид Хэйр                                  | Номинация | [ 24 ]        |
| Премия Британской Академии в области кино              | 23 февраля 2003   | «Лучшая женская роль»                                                      | Николь Кидман                               | Победа    | [ 24 ]        |
| Премия Британской Академии в области кино              | 23 февраля 2003   | «Лучшая женская роль»                                                      | Мерил Стрип                                 | Номинация | [ 24 ]        |
| Премия Британской Академии в области кино              | 23 февраля 2003   | «Лучшая мужская роль второго плана»                                        | Эд Харрис                                   | Номинация | [ 24 ]        |
| Премия Британской Академии в области кино              | 23 февраля 2003   | «Лучшая женская роль второго плана»                                        | Джулианна Мур                               | Номинация | [ 24 ]        |
| Премия Британской Академии в области кино              | 23 февраля 2003   | «Лучший монтаж»                                                            | Питер Бойл                                  | Номинация | [ 24 ]        |
| Премия Британской Академии в области кино              | 23 февраля 2003   | «Лучшая музыка к фильму»                                                   | Филип Гласс                                 | Победа    | [ 24 ]        |
| Премия Британской Академии в области кино              | 23 февраля 2003   | «Лучший грим и причёски»                                                   | Джо Аллен, Конор О’Салливан, Ивана Приморац | Номинация | [ 24 ]        |
| Премия Гильдии режиссёров Америки                      | 1 марта 2003      | «Лучшая режиссура — художественный фильм»                                  | Стивен Долдри                               | Номинация | [ 25 ]        |
| Премия Гильдии сценаристов США                         | 8 марта 2003      | «Лучший адаптированный сценарий»                                           | Дэвид Хэйр                                  | Победа    | [ 26 ]        |
| Премия Гильдии киноактёров США                         | 9 марта 2003      | «Лучшая женская роль»                                                      | Николь Кидман                               | Номинация | [ 27 ]        |
| Премия Гильдии киноактёров США                         | 9 марта 2003      | «Лучшая мужская роль второго плана»                                        | Эд Харрис                                   | Номинация | [ 27 ]        |
| Премия Гильдии киноактёров США                         | 9 марта 2003      | «Лучшая женская роль второго плана»                                        | Джулианна Мур                               | Номинация | [ 27 ]        |
| Премия Гильдии киноактёров США                         | 9 марта 2003      | «Лучший актёрский состав в игровом кино»                                   | «Часы»                                      | Номинация | [ 27 ]        |
| Премия AARP «Фильмы для взрослых»                      | 11 марта 2003     | «Лучший фильм для взрослых»                                                | «Часы»                                      | Номинация | [ 28 ] [ 29 ] |
| Премия AARP «Фильмы для взрослых»                      | 11 марта 2003     | «Лучшая сценарная работа»                                                  | Дэвид Хэйр                                  | Победа    | [ 28 ] [ 29 ] |
| Премия AARP «Фильмы для взрослых»                      | 11 марта 2003     | «Лучший фильм о представителях разных поколений»                           | «Часы»                                      | Номинация | [ 28 ] [ 29 ] |
| «Золотой трейлер»                                      | 13 марта 2003     | «Лучший драматический фильм»                                               | «Часы» и Giaronomo Productions              | Победа    | [ 30 ]        |
| «Золотой трейлер»                                      | 13 марта 2003     | «Лучшее шоу»                                                               | «Часы» и Giaronomo Productions              | Номинация | [ 30 ]        |
| Премия USC для сценаристов                             | 15 марта 2003     | «Лучший сценарий»                                                          | Дэвид Хэйр и Майкл Каннингем                | Победа    | [ 31 ]        |
| «Оскар»                                                | 23 марта 2003     | «Лучший фильм»                                                             | Скотт Рудин и Роберт Фокс                   | Номинация | [ 32 ] [ 33 ] |
| «Оскар»                                                | 23 марта 2003     | «Лучшая режиссура»                                                         | Стивен Долдри                               | Номинация | [ 32 ] [ 33 ] |
| «Оскар»                                                | 23 марта 2003     | «Лучшая женская роль»                                                      | Николь Кидман                               | Победа    | [ 32 ] [ 33 ] |
| «Оскар»                                                | 23 марта 2003     | «Лучшая мужская роль второго плана»                                        | Эд Харрис                                   | Номинация | [ 32 ] [ 33 ] |
| «Оскар»                                                | 23 марта 2003     | «Лучшая женская роль второго плана»                                        | Джулианна Мур                               | Номинация | [ 32 ] [ 33 ] |
| «Оскар»                                                | 23 марта 2003     | «Лучший адаптированный сценарий»                                           | Дэвид Хэйр                                  | Номинация | [ 32 ] [ 33 ] |
| «Оскар»                                                | 23 марта 2003     | «Лучший дизайн костюмов»                                                   | Энн Рот                                     | Номинация | [ 32 ] [ 33 ] |
| «Оскар»                                                | 23 марта 2003     | «Лучший монтаж»                                                            | Питер Бойл                                  | Номинация | [ 32 ] [ 33 ] |
| «Оскар»                                                | 23 марта 2003     | «Лучшая музыка к фильму»                                                   | Филип Гласс                                 | Номинация | [ 32 ] [ 33 ] |
| Кинопремия GLAAD Media                                 | 31 мая 2003       | «Выдающийся фильм в широком прокате»                                       | «Часы»                                      | Победа    | [ 34 ]        |
| Deutscher Filmpreis                                    | 6 июня 2003       | «Лучший иностранный фильм»                                                 | «Часы»                                      | Победа    | [ 35 ]        |
| «Аутфест»                                              | 21 июля 2003      | «Лучшее выступление актрисы в главной роли»                                | Мерил Стрип                                 | Победа    | [ 36 ]        |
| Премия Аманды                                          | 22 августа 2003   | «Лучший фильм (международный)»                                             | «Часы»                                      | Победа    | [ 37 ]        |
| Премия Американского общества специалистов по кастингу | 9 октября 2003    | «Выдающиеся достижения в области кастинга — крупнобюджетный фильм (драма)» | Дэниел Сви                                  | Победа    | [ 38 ]        |
| Премия «Мировой саундтрек»                             | 11 октября 2003   | «Лучшая оригинальная музыка года»                                          | Филип Гласс                                 | Номинация | [ 39 ]        |
| Премия «Мировой саундтрек»                             | 11 октября 2003   | «Лучший композитор саундтреков года»                                       | Филип Гласс                                 | Номинация | [ 39 ]        |
| Награда Австралийского института кинематографа         | 21 ноября 2003    | «Лучший иностранный фильм»                                                 | «Часы»                                      | Номинация | [ 40 ]        |
| Британская кинопремия вечернего стандарта              | 1 февраля 2004    | «Технические достижения»                                                   | Симус Макгарви                              | Победа    | [ 41 ]        |
| «Роберт»                                               | 1 февраля 2004    | «Лучший американский фильм»                                                | «Часы»                                      | Победа    | [ 42 ]        |
| «Грэмми»                                               | 8 февраля 2004    | «Лучший саундтрек для визуальных медиа»                                    | Филип Гласс                                 | Номинация | [ 43 ]        |
| Премия Лондонской ассоциации кинокритиков              | 11 февраля 2004   | «Фильм года»                                                               | «Часы»                                      | Номинация | [ 44 ] [ 45 ] |
| Премия Лондонской ассоциации кинокритиков              | 11 февраля 2004   | «Лучший британский или ирландский фильм года»                              | «Часы»                                      | Номинация | [ 44 ] [ 45 ] |
| Премия Лондонской ассоциации кинокритиков              | 11 февраля 2004   | «Британский режиссёр года»                                                 | Стивен Долдри                               | Номинация | [ 44 ] [ 45 ] |
| Премия Лондонской ассоциации кинокритиков              | 11 февраля 2004   | «Британский сценарист года»                                                | Дэвид Хэйр                                  | Победа    | [ 44 ] [ 45 ] |
| Премия Лондонской ассоциации кинокритиков              | 11 февраля 2004   | «Актёр года»                                                               | Эд Харрис                                   | Номинация | [ 44 ] [ 45 ] |
| Премия Лондонской ассоциации кинокритиков              | 11 февраля 2004   | «Лучшая британская мужская роль второго плана»                             | Стивен Диллейн                              | Номинация | [ 44 ] [ 45 ] |
| «Сезар»                                                | 21 февраля 2004   | «Лучший иностранный фильм»                                                 | «Часы»                                      | Номинация | [ 46 ]        |
| «Бодиль»                                               | 7 марта 2004      | «Лучший американский фильм»                                                | «Часы»                                      | Номинация | [ 47 ]        |

## Комментарии
1. ↑  Также за свою работу в фильме «Мой мальчик» (2002)
2. ↑  Также за свою работу в фильмах «Чикаго» (2002), «Банды Нью-Йорка» (2002) и «Хорошая девочка» (2002)